# Glyphodes xanthomelas
Glyphodes xanthomelas là một loài bướm đêm trong họ Crambidae.